# Arcidiocesi di Pompeopoli di Cilicia
L'arcidiocesi di Pompeopoli di Cilicia (in latino Archidioecesis Pompeiopolitana in Cilicia) è una sede soppressa del patriarcato di Antiochia e una sede titolare della Chiesa cattolica.

## Storia
Pompeopoli di Cilicia, corrispondente alla città di Mezitli in Turchia, è un'antica sede arcivescovile della provincia romana della Cilicia Prima nella diocesi civile d'Oriente e nel patriarcato di Antiochia. Inizialmente suffraganea dell'arcidiocesi di Tarso, fu in seguito elevata al rango di sede arcivescovile autocefala, come documentato da una Notitia episcopatuum datata alla seconda metà del VI secolo.
Sono solo 6 i vescovi documentati di quest'antica sede. Sofronio sottoscrisse la professione di fede nicena nel sinodo di Antiochia del 363. Filomuso prese parte al primo concilio ecumenico di Costantinopoli nel 381. Matroniano assistette ad un sinodo celebrato a Tarso nel 434 e si fece rappresentare al concilio di Calcedonia dal metropolita Teodoro di Tarso. Basilio è menzionato in alcune lettere di Severo di Antiochia agli inizi del VI secolo. Giovanni I era presente al concilio in Trullo nel 691-692. La sigillografia ha restituito il nome di un altro vescovo Giovanni, vissuto nel IX secolo.
Dal XVII secolo Pompeopoli di Cilicia è annoverata tra le sedi arcivescovili titolari della Chiesa cattolica; la sede è vacante dal 5 aprile 1965.

## Cronotassi

### Vescovi e arcivescovi greci
- Sofronio † (menzionato nel 363)
- Filomuso † (menzionato nel 381)
- Matroniano † (prima del 434 - dopo il 451)
- Basilio † (prima metà del VI secolo)
- Giovanni I † (prima del 691 - dopo il 692)
- Giovanni II † (circa IX secolo)

### Arcivescovi titolari
I vescovi di Pompeopoli di Cilicia appaiono confusi con i vescovi di Pompeopoli di Paflagonia, perché nelle fonti citate le cronotassi delle due sedi non sono distinte.
- Louis-François de La Baume de Suze † (13 novembre 1617 - 6 aprile 1621 succeduto vescovo di Viviers)
- Bartolomeo Visinio Rubini, O.F.M. † (23 marzo 1729 - 5 dicembre 1736 deceduto)
- Francesco Giliberti † (3 aprile 1775 - ?)
- Denis-Auguste Affre † (27 aprile 1840 - 13 luglio 1840 confermato arcivescovo di Parigi)
- Hryhorij Jachimowicz † (15 luglio 1840 - 5 settembre 1848 nominato eparca di Przemyśl)
- Bernard O'Reilly † (19 luglio 1850 - 9 agosto 1850 succeduto vescovo di Hartford)
- José María Riofrío y Valdivieso † (10 marzo 1853 - 22 luglio 1861 nominato arcivescovo di Quito)
- Sylvester Horton Rosecrans † (7 gennaio 1862 - 3 marzo 1868 nominato vescovo di Columbus)
- François-Ferdinand Tagliabue, C.M. † (25 settembre 1868 - 13 marzo 1890 deceduto)
- Pietro Strobino † (19 giugno 1891 - 1º ottobre 1896 deceduto)
- José Guadalupe Ortíz y López † (2 maggio 1940 - 5 dicembre 1951 deceduto)
- Rafael Ignacio Arias Blanco † (23 aprile 1952 - 9 settembre 1955 succeduto arcivescovo di Caracas)
- Rafael Afanador y Cadena † (29 maggio 1956 - 5 marzo 1957 deceduto)
- Johann Evangelist Müller † (1º agosto 1957 - 5 aprile 1965 deceduto)